# Coucou de Heinrich
Cacomantis aeruginosus
Espèce
Statut de conservation UICN

 NT  : Quasi menacé
Le Coucou de Heinrich (Cacomantis aeruginosus syn. C. heinrichi) est une espèce d'oiseaux de la famille des Cuculidae, endémique d'Indonésie (Moluques).

## Taxinomie
Le Coucou de Heinrich (alors C. heinrichi) était considéré comme un taxon monotypique, possiblement conspécifique avec le Coucou des buissons (Cacomantis variolosus) (Payne 2005 et Collar 2007).
Des études vocales et morphologiques le lient à la sous-espèce Cacomantis sepulcralis aeruginosus du Coucou à ventre roux. Dans sa classification de référence 3.4 (2013), le Congrès ornithologique international fait de C. heinrichi et C. s. aeruginosus les deux sous-espèces d'une nouvelle espèce qui prend le nom scientifique de Cacomantis aeruginosus

### Sous-espèces
D'après le Congrès ornithologique international, cette espèce est constituée des deux sous-espèces suivantes :
- C. a. aeruginosus (Salvadori, 1878) ;
- C. a. heinrichi (Stresemann, 1931).